# Tournoi masculin de handball aux Jeux olympiques d'été de 2020
Cet article traite de l'épreuve masculine. Pour la compétition féminine, voir Tournoi féminin de handball aux Jeux olympiques d'été de 2020.
Navigation
Rio de Janeiro 2016 Paris 2024
Le tournoi masculin de handball aux Jeux olympiques d'été de 2020 se tient à Tokyo, au Japon, du 24 juillet au 7 août 2021. Il s'agit de la treizième édition de ce tournoi masculin depuis son apparition au sein du programme olympique lors des Jeux de 1972 ayant eu lieu à Munich.
Les fédérations affiliées à la IHF participent par le biais de leur équipe masculine aux épreuves de qualification. Onze équipes rejoignent ainsi le Japon, nation hôte de la compétition, pour s'affronter lors du tournoi final.
La finale est la même qu'en 2016, mais le résultat est inversé : la France remporte son troisième titre olympique en battant le Danemark sur le score de 25 à 23. L'Espagne prend la médaille de bronze aux dépens de l'Égypte.

## Présentation de l'événement

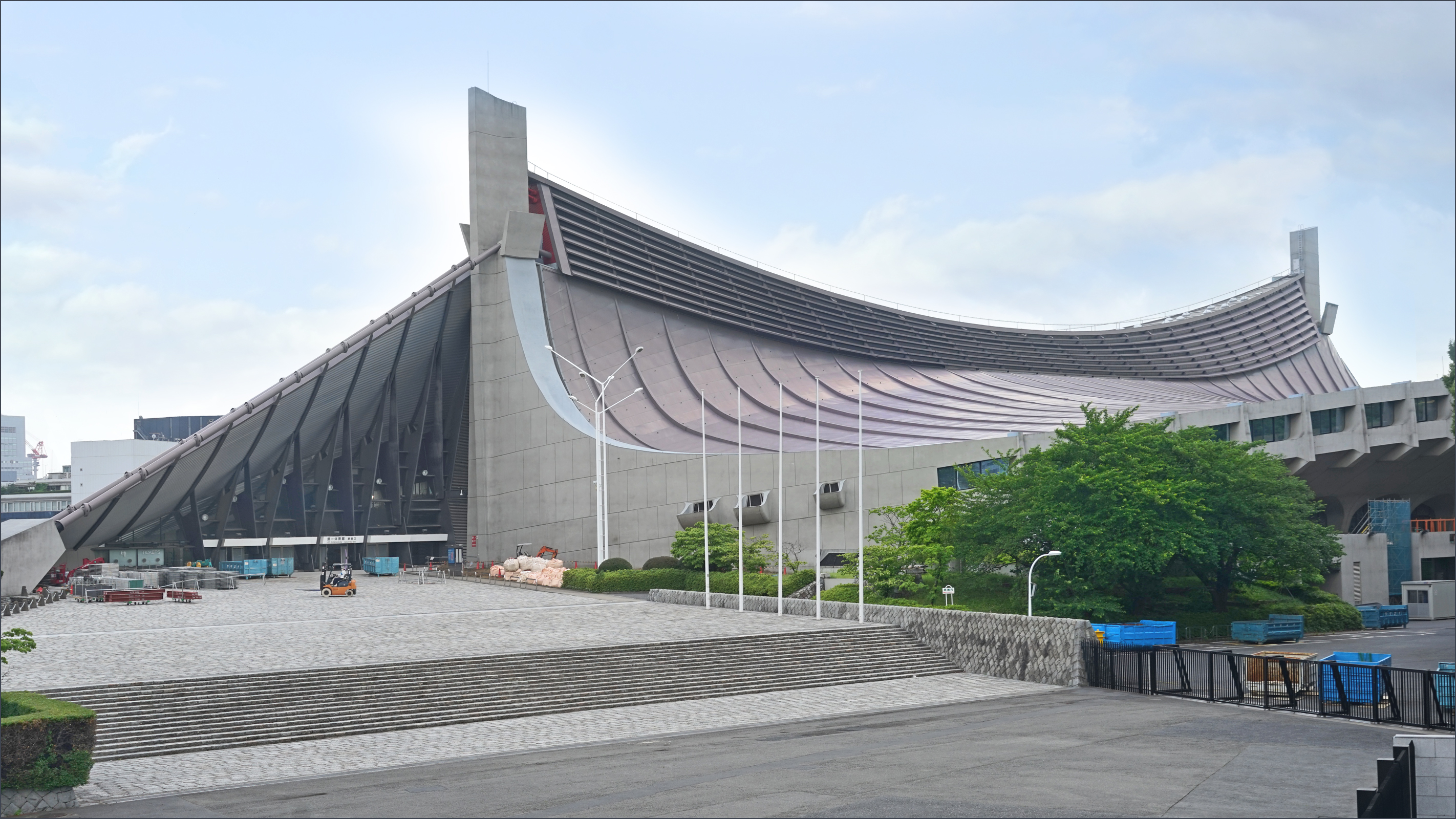
Le Gymnase olympique de Yoyogi.

Tous les matchs de la compétition ont eu lieu dans une unique salle, le Gymnase olympique de Yoyogi. Mais en conséquence de la pandémie de Covid-19, tous les matchs se sont déroulés à huis clos.

### Équipes qualifiées
Chaque Comité national olympique peut engager une seule équipe dans la compétition.
Les épreuves qualificatives du tournoi masculin de handball des Jeux olympiques se déroulent du 10 janvier 2019 au 14 mars 2021. En tant que pays hôte, le Japon est qualifié d'office, tandis que les autres équipes passent par différents modes de qualifications continentales.
| Compétition                                    | Date                      | Lieu                | Place(s)  | Qualifiés        |
| ---------------------------------------------- | ------------------------- | ------------------- | --------- | ---------------- |
| Pays organisateur                              | 7 septembre 2013          | -                   | 1         | Japon            |
| Championnat du monde 2019                      | 10 au 27 janvier 2019     | Danemark/ Allemagne | 1         | Danemark         |
| Jeux panaméricains 2019                        | 31 juillet au 5 août 2019 | Pérou               | 1         | Argentine        |
| Tournoi asiatique de qualification olympique   | 17 au 27 octobre 2019     | Qatar               | 1         | Bahreïn          |
| Championnat d'Afrique des nations 2020         | 15 au 25 janvier 2020     | Tunisie             | 1         | Égypte           |
| Championnat d'Europe 2020                      | 16 au 26 janvier 2020     | Aut./ Nor./ Suè.    | 1         | Espagne          |
| Tournoi mondial de qualification olympique n°1 | 12 au 14 mars 2021        | Monténégro          | 2         | Norvège, Brésil  |
| Tournoi mondial de qualification olympique n°2 | 12 au 14 mars 2021        | France              | 2         | France, Portugal |
| Tournoi mondial de qualification olympique n°3 | 12 au 14 mars 2021        | Allemagne           | 2         | Suède, Allemagne |
| Total                                          | Total                     | Total               | 12 places | 12 places        |

Parmi les équipes non qualifiées, on peut noter l'absence de la Croatie qui avait participé à toutes les éditions précédentes (sous l'égide de la Yougoslavie entre 1972 et 1988, cette dernière ayant été exclue en 1992). De même, la dernière participation de la Russie, héritière de l'URSS, remonte à 2008.
À l'opposé, le Bahreïn et le Portugal obtiennent leur première qualification tandis que la Norvège fait son retour après son unique participation en 1972. Enfin, on peut noter que cinq des douze équipes sont non-européennes.

### Arbitres
La liste des paires de juge-arbitres, communes aux tournois féminin et masculin, a été dévoilée le 21 avril 2021 :
- Youcef Belkhiri, Sid Ali Hamidi
- María Paolantoni, Mariana García
- Matija Gubica, Boris Milošević
- Václav Horáček, Jiří Novotný
- Mads Hansen, Jesper Madsen
- Yasmina El-Saied, Heidy El-Saied
- Charlotte et Julie Bonaventura
- Robert Schulze, Tobias Tönnies
- Gjorgji Nachevski, Slave Nikolov
- Duarte Santos, Ricardo Fonseca
- Viktoriia Alpaidze, Tatiana Berezkina
- Bojan Lah, David Sok
- Koo Bon-ok, Lee Se-ok
- Óscar Raluy, Ángel Sabroso
- Mirza Kurtagic, Mattias Wetterwik
- Arthur Brunner, Morad Salah

### Joueurs
Le tournoi se joue sans aucune restriction d'âge. Pour chaque match, chaque nation doit présenter une équipe de quatorze joueurs.
Pendant la compétition, le règlement de la Fédération internationale de handball prévoit que toutes les équipes sont autorisées à :
- jusqu'aux quarts de finale, remplacer un joueur par tout autre joueur de la liste provisionnelle (« liste des 28 ») communiquée à l'IHF en juin 2021 ;
- jusqu'à la finale, remplacer une fois le gardien de but par un autre gardien de but de la liste provisionnelle (« liste des 28 ») .

En conséquences de la pandémie de Covid-19, deux changements majeurs suivants sont promulgués :
1. Deux partenaires d'entraînement supplémentaires : deux accréditations supplémentaires (P-Accréditation / Partenaire d'entraînement) seront disponibles pour permettre à deux joueurs de s'entraîner avec l'équipe. Ces athlètes sont ainsi déjà présents au Japon.
2. Groupe de 15 pour chaque match : au lieu du système « 14+1 » permettant aux équipes de sélectionner 14 joueurs et de ne pouvoir en remplacer qu'une seule fois par le 15e joueur jusqu'à la finale, les équipes auront désormais la possibilité de choisir 14 joueurs parmi un groupe de 15 joueurs officiellement accrédités sur place pour chaque match sans raison particulière.

## Compétition

### Pots pour le tirage au sort
Les pots pour le tirage au sort ont été dévoilés le 22 mars 2021, :
| Pot | Motif             | Équipe    | Motif             | Équipe   |
| --- | ----------------- | --------- | ----------------- | -------- |
| 1   | Champion du monde | Danemark  | Vainqueur TQO n°1 | Norvège  |
| 2   | Vainqueur TQO n°2 | France    | Vainqueur TQO n°3 | Suède    |
| 3   | Second TQO n°2    | Allemagne | Second TQO n°3    | Portugal |
| 4   | Second TQO n°1    | Brésil    | Pays organisateur | Japon    |
| 5   | Continent 1       | Espagne   | Continent 2       | Égypte   |
| 6   | Continent 3       | Argentine | Continent 4       | Bahreïn  |

1. ↑  Les continents sont classés en conséquence du classement du championnat du monde 2019, à savoir : 1. Europe, 2. Afrique, 3. Amériques et 4. Asie.

Le tirage au sort a lieu le 1er avril 2021. Après le tirage des pots 1, 2, 3, 5 et 6, le Japon, placé dans le pot 4, choisit le groupe qu'il rejoint. L'autre équipe du pot 4, ici le Brésil, va dans l'autre.

### Phase de groupes

#### Groupe A
|   | Équipe    | Pts | J | G | N | P | Bp  | Bc  | Diff | Dép |
| - | --------- | --- | - | - | - | - | --- | --- | ---- | --- |
| 1 | France    | 8   | 5 | 4 | 0 | 1 | 162 | 148 | 14   | +5  |
| 2 | Espagne   | 8   | 5 | 4 | 0 | 1 | 155 | 142 | 13   | -5  |
| 3 | Allemagne | 6   | 5 | 3 | 0 | 2 | 146 | 131 | 15   | +5  |
| 4 | Norvège   | 6   | 5 | 3 | 0 | 2 | 136 | 132 | 4    | -5  |
| 5 | Brésil    | 2   | 5 | 1 | 0 | 4 | 128 | 145 | -17  | /   |
| 6 | Argentine | 0   | 5 | 0 | 0 | 5 | 125 | 154 | -29  | /   |

|  | Qualifié pour les quarts de finale                                                                              |
|  | Éliminé |
|  | Pts points ; Matchs J joués, G gagnés, N nuls, P perdus Bp buts pour ; Bc buts contre ; Diff différence de buts |

| 24 juillet 2021 9 h 00 | Norvège   | 27 – 24   | Brésil    | Gymnase olympique de Yoyogi, Tokyo Affluence : 0 Arbitrage : Vaclav Horacek & Jiri Novotny |
| 24 juillet 2021 9 h 00 | Sagosen 8 | (12 - 13) | Langaro 5 | Gymnase olympique de Yoyogi, Tokyo Affluence : 0 Arbitrage : Vaclav Horacek & Jiri Novotny |
| 24 juillet 2021 9 h 00 | ×0        | Rapport   | ×1 ×6 ×1  | Gymnase olympique de Yoyogi, Tokyo Affluence : 0 Arbitrage : Vaclav Horacek & Jiri Novotny |

| 24 juillet 2021 11h00 | France       | 33 – 27   | Argentine    | Gymnase olympique de Yoyogi, Tokyo Affluence : 0 Arbitrage : Youcef Belkhiri & Sid Ali Hamidi |
| 24 juillet 2021 11h00 | Richardson 7 | (12 - 10) | D. Simonet 8 | Gymnase olympique de Yoyogi, Tokyo Affluence : 0 Arbitrage : Youcef Belkhiri & Sid Ali Hamidi |
| 24 juillet 2021 11h00 | ×1 ×5        | Rapport   | ×1 ×4        | Gymnase olympique de Yoyogi, Tokyo Affluence : 0 Arbitrage : Youcef Belkhiri & Sid Ali Hamidi |

| 24 juillet 2021 16h15 | Allemagne  | 27 – 28   | Espagne             | Gymnase olympique de Yoyogi, Tokyo Affluence : 0 Arbitrage : Mirza Kurtagic & Mattias Wetterwik |
| 24 juillet 2021 16h15 | Weinhold 5 | (13 - 12) | Figueras et Gómez 5 | Gymnase olympique de Yoyogi, Tokyo Affluence : 0 Arbitrage : Mirza Kurtagic & Mattias Wetterwik |
| 24 juillet 2021 16h15 | ×2 ×5      | Rapport   | ×2                  | Gymnase olympique de Yoyogi, Tokyo Affluence : 0 Arbitrage : Mirza Kurtagic & Mattias Wetterwik |

| 26 juillet 2021 9h00 | Brésil   | 29 - 34   | France          | Gymnase olympique de Yoyogi, Tokyo Affluence : 0 Arbitrage : Mirza Kurtagic & Mattias Wetterwik |
| 26 juillet 2021 9h00 | Dutra 10 | (13 - 16) | trois joueurs 4 | Gymnase olympique de Yoyogi, Tokyo Affluence : 0 Arbitrage : Mirza Kurtagic & Mattias Wetterwik |
| 26 juillet 2021 9h00 | ×4 ×1    | Rapport   | ×2              | Gymnase olympique de Yoyogi, Tokyo Affluence : 0 Arbitrage : Mirza Kurtagic & Mattias Wetterwik |

| 26 juillet 2021 11h00 | Argentine                | 25 - 33   | Allemagne               | Gymnase olympique de Yoyogi, Tokyo Affluence : 0 Arbitrage : Václav Horáček & Jiří Novotný |
| 26 juillet 2021 11h00 | Martínez et D. Simonet 5 | (13 - 14) | Kastening et Schiller 7 | Gymnase olympique de Yoyogi, Tokyo Affluence : 0 Arbitrage : Václav Horáček & Jiří Novotný |
| 26 juillet 2021 11h00 | ×3 ×4                    | Rapport   | ×2 ×3 ×1                | Gymnase olympique de Yoyogi, Tokyo Affluence : 0 Arbitrage : Václav Horáček & Jiří Novotný |

| 26 juillet 2021 16h15 | Espagne     | 28 – 27 | Norvège  | Gymnase olympique de Yoyogi, Tokyo Affluence : 0 Arbitrage : Slave Nikolov & Gjorgji Nachevski |
| 26 juillet 2021 16h15 | Figueras 10 | (13-14) | Jøndal 9 | Gymnase olympique de Yoyogi, Tokyo Affluence : 0 Arbitrage : Slave Nikolov & Gjorgji Nachevski |
| 26 juillet 2021 16h15 | ×1 ×5       | Rapport | ×2       | Gymnase olympique de Yoyogi, Tokyo Affluence : 0 Arbitrage : Slave Nikolov & Gjorgji Nachevski |

| 28 juillet 2021 16h15 | Norvège    | 27 – 23 | Argentine                | Gymnase olympique de Yoyogi, Tokyo Affluence : 0 Arbitrage : Fonseca, Santos |
| 28 juillet 2021 16h15 | Sagosen, 7 | (13-12) | I. Pizarro, D. Simonet 5 | Gymnase olympique de Yoyogi, Tokyo Affluence : 0 Arbitrage : Fonseca, Santos |
| 28 juillet 2021 16h15 | ×2 ×4      | Rapport | ×2 ×7                    | Gymnase olympique de Yoyogi, Tokyo Affluence : 0 Arbitrage : Fonseca, Santos |

| 28 juillet 2021 19h30 | Brésil  | 25 – 32 | Espagne | Gymnase olympique de Yoyogi, Tokyo Affluence : 0 Arbitrage : Hansen, Madsen |
| 28 juillet 2021 19h30 | Silva 6 | (16–18) | Solé 5  | Gymnase olympique de Yoyogi, Tokyo Affluence : 0 Arbitrage : Hansen, Madsen |
| 28 juillet 2021 19h30 | ×4      | Rapport | ×1      | Gymnase olympique de Yoyogi, Tokyo Affluence : 0 Arbitrage : Hansen, Madsen |

| 28 juillet 2021 21h30 | France | 30 – 29 | Allemagne   | Gymnase olympique de Yoyogi, Tokyo Affluence : 0 Arbitrage : Nachevski, Nikolov |
| 28 juillet 2021 21h30 | Mem 6  | (16-13) | Kastening 7 | Gymnase olympique de Yoyogi, Tokyo Affluence : 0 Arbitrage : Nachevski, Nikolov |
| 28 juillet 2021 21h30 | ×1 ×0  | Rapport | ×1          | Gymnase olympique de Yoyogi, Tokyo Affluence : 0 Arbitrage : Nachevski, Nikolov |

| 30 juillet 2021 9h00 | Argentine  | 23 – 25 | Brésil   | Gymnase olympique de Yoyogi, Tokyo Affluence : 0 Arbitrage : Lah, Sok |
| 30 juillet 2021 9h00 | Martínez 6 | (7-14)  | Silva 7  | Gymnase olympique de Yoyogi, Tokyo Affluence : 0 Arbitrage : Lah, Sok |
| 30 juillet 2021 9h00 | ×2 ×4 ×1   | Rapport | ×1 ×5 ×1 | Gymnase olympique de Yoyogi, Tokyo Affluence : 0 Arbitrage : Lah, Sok |

| 30 juillet 2021 14h15 | France   | 36 – 31 | Espagne             | Gymnase olympique de Yoyogi, Tokyo Affluence : 0 Arbitrage : Horáček, Novotný |
| 30 juillet 2021 14h15 | Remili 9 | (18-12) | Dujshebaev, Gómez 5 | Gymnase olympique de Yoyogi, Tokyo Affluence : 0 Arbitrage : Horáček, Novotný |
| 30 juillet 2021 14h15 | ×2 ×3    | Rapport | ×1 ×2               | Gymnase olympique de Yoyogi, Tokyo Affluence : 0 Arbitrage : Horáček, Novotný |

| 30 juillet 2021 21h30 | Allemagne               | 28 – 23 | Norvège   | Gymnase olympique de Yoyogi, Tokyo Affluence : 0 Arbitrage : Brunner, Salah |
| 30 juillet 2021 21h30 | Gensheimer, Kastening 5 | (14–11) | Sagosen 7 | Gymnase olympique de Yoyogi, Tokyo Affluence : 0 Arbitrage : Brunner, Salah |
| 30 juillet 2021 21h30 | ×1 ×3                   | Rapport | ×2 ×5 ×1  | Gymnase olympique de Yoyogi, Tokyo Affluence : 0 Arbitrage : Brunner, Salah |

| 1er août 2021 14h15 | Espagne | 36 – 27 | Argentine    | Gymnase olympique de Yoyogi, Tokyo Affluence : 0 Arbitrage : Kurtagic, Wetterwik |
| 1er août 2021 14h15 | Gómez 6 | (17–12) | I. Pizarro 5 | Gymnase olympique de Yoyogi, Tokyo Affluence : 0 Arbitrage : Kurtagic, Wetterwik |
| 1er août 2021 14h15 | ×3      | Rapport | ×3           | Gymnase olympique de Yoyogi, Tokyo Affluence : 0 Arbitrage : Kurtagic, Wetterwik |

| 1er août 2021 16h15 | Norvège   | 32 – 29 | France                 | Gymnase olympique de Yoyogi, Tokyo Affluence : 0 Arbitrage : Nachevski, Nikolov |
| 1er août 2021 16h15 | Sagosen 7 | (15-15) | Descat, N. Karabatic 5 | Gymnase olympique de Yoyogi, Tokyo Affluence : 0 Arbitrage : Nachevski, Nikolov |
| 1er août 2021 16h15 | ×1        | Rapport | ×1 ×3                  | Gymnase olympique de Yoyogi, Tokyo Affluence : 0 Arbitrage : Nachevski, Nikolov |

| 1er août 2021 19h30 | Allemagne         | 29 – 25 | Brésil  | Gymnase olympique de Yoyogi, Tokyo Affluence : 0 Arbitrage : Horáček, Novotný |
| 1er août 2021 19h30 | Knorr, Weinhold 6 | (16–12) | Dutra 7 | Gymnase olympique de Yoyogi, Tokyo Affluence : 0 Arbitrage : Horáček, Novotný |
| 1er août 2021 19h30 | ×1 ×3             | Rapport | ×2      | Gymnase olympique de Yoyogi, Tokyo Affluence : 0 Arbitrage : Horáček, Novotný |

#### Groupe B
|   | Équipe     | Pts | J | G | N | P | Bp  | Bc  | Diff | Dép |
| - | ---------- | --- | - | - | - | - | --- | --- | ---- | --- |
| 1 | Danemark T | 8   | 5 | 4 | 0 | 1 | 174 | 139 | 35   | +2  |
| 2 | Égypte     | 8   | 5 | 4 | 0 | 1 | 154 | 134 | 20   | +0  |
| 3 | Suède      | 8   | 5 | 4 | 0 | 1 | 144 | 142 | 2    | -2  |
| 4 | Bahreïn    | 2   | 5 | 1 | 0 | 4 | 129 | 149 | -20  | +1  |
| 5 | Portugal   | 2   | 5 | 1 | 0 | 4 | 143 | 156 | -13  | 0   |
| 6 | JaponPO    | 2   | 5 | 1 | 0 | 4 | 146 | 170 | -24  | -1  |

|  | Qualifié pour les quarts de finale                                                                              |
|  | Éliminé |
|  | Pts points ; Matchs J joués, G gagnés, N nuls, P perdus Bp buts pour ; Bc buts contre ; Diff différence de buts |

| 24 juillet 2021 14h15 | Suède    | 32 – 31   | Bahreïn | Gymnase olympique de Yoyogi, Tokyo Affluence : 0 Arbitrage : Arthur Brunner & Morad Salah |
| 24 juillet 2021 14h15 | Wanne 13 | (16 - 18) | Ahmed 6 | Gymnase olympique de Yoyogi, Tokyo Affluence : 0 Arbitrage : Arthur Brunner & Morad Salah |
| 24 juillet 2021 14h15 | ×1 ×3    | Rapport   | ×1 ×5   | Gymnase olympique de Yoyogi, Tokyo Affluence : 0 Arbitrage : Arthur Brunner & Morad Salah |

| 24 juillet 2021 19h30 | Portugal | 31 – 37 | Égypte   | Gymnase olympique de Yoyogi, Tokyo Affluence : 0 Arbitrage : Nikolov, Nachevski |
| 24 juillet 2021 19h30 | Ferraz 6 | (15–15) | Hesham 7 | Gymnase olympique de Yoyogi, Tokyo Affluence : 0 Arbitrage : Nikolov, Nachevski |
| 24 juillet 2021 19h30 | ×2 ×5    | Rapport | ×1 ×2    | Gymnase olympique de Yoyogi, Tokyo Affluence : 0 Arbitrage : Nikolov, Nachevski |

| 24 juillet 2021 21h30 | Danemark          | 47 – 30 | Japon    | Gymnase olympique de Yoyogi, Tokyo Affluence : 0 Arbitrage : Schulze, Tönnies |
| 24 juillet 2021 21h30 | Holm, Saugstrup 9 | (25-14) | Motoki 8 | Gymnase olympique de Yoyogi, Tokyo Affluence : 0 Arbitrage : Schulze, Tönnies |
| 24 juillet 2021 21h30 | ×1                | Rapport | ×1 ×4    | Gymnase olympique de Yoyogi, Tokyo Affluence : 0 Arbitrage : Schulze, Tönnies |

| 26 juillet 2021 14h15 | Égypte   | 27 – 32 | Danemark    | Gymnase olympique de Yoyogi, Tokyo Affluence : 0 Arbitrage : Raluy, Sabroso |
| 26 juillet 2021 14h15 | Hesham 6 | (15-14) | M. Hansen 9 | Gymnase olympique de Yoyogi, Tokyo Affluence : 0 Arbitrage : Raluy, Sabroso |
| 26 juillet 2021 14h15 | ×5       | Rapport | ×2 ×5       | Gymnase olympique de Yoyogi, Tokyo Affluence : 0 Arbitrage : Raluy, Sabroso |

| 26 juillet 2021 19h30 | Bahreïn | 24 – 25 | Portugal  | Gymnase olympique de Yoyogi, Tokyo Affluence : 0 Arbitrage : Schulze, Tönnies |
| 26 juillet 2021 19h30 | Ahmed 8 | (15-14) | Portela 6 | Gymnase olympique de Yoyogi, Tokyo Affluence : 0 Arbitrage : Schulze, Tönnies |
| 26 juillet 2021 19h30 | ×1 ×4   | Rapport | ×1 ×5     | Gymnase olympique de Yoyogi, Tokyo Affluence : 0 Arbitrage : Schulze, Tönnies |

| 26 juillet 2021 21h30 | Japon    | 26 – 28 | Suède   | Gymnase olympique de Yoyogi, Tokyo Affluence : 0 Arbitrage : Lah, Sok |
| 26 juillet 2021 21h30 | Motoki 8 | (14-17) | Wanne 8 | Gymnase olympique de Yoyogi, Tokyo Affluence : 0 Arbitrage : Lah, Sok |
| 26 juillet 2021 21h30 | ×1 ×4    | Rapport | ×1      | Gymnase olympique de Yoyogi, Tokyo Affluence : 0 Arbitrage : Lah, Sok |

| 28 juillet 2021 9h00 | Danemark    | 31 – 21 | Bahreïn        | Gymnase olympique de Yoyogi, Tokyo Affluence : 0 Arbitrage : Horáček, Novotný |
| 28 juillet 2021 9h00 | M. Hansen 6 | (12–7)  | quatre joueurs | Gymnase olympique de Yoyogi, Tokyo Affluence : 0 Arbitrage : Horáček, Novotný |
| 28 juillet 2021 9h00 | ×1          | Rapport | ×3             | Gymnase olympique de Yoyogi, Tokyo Affluence : 0 Arbitrage : Horáček, Novotný |

| 28 juillet 2021 11h00 | Suède    | 29 – 28 | Portugal        | Gymnase olympique de Yoyogi, Tokyo Affluence : 0 Arbitrage : Raluy, Sabroso |
| 28 juillet 2021 11h00 | Ekberg 9 | (14–14) | trois joueurs 4 | Gymnase olympique de Yoyogi, Tokyo Affluence : 0 Arbitrage : Raluy, Sabroso |
| 28 juillet 2021 11h00 | ×1 ×2    | Rapport | ×1 ×6           | Gymnase olympique de Yoyogi, Tokyo Affluence : 0 Arbitrage : Raluy, Sabroso |

| 28 juillet 2021 14h15 | Japon       | 29 – 33 | Égypte     | Gymnase olympique de Yoyogi, Tokyo Affluence : 0 Arbitrage : Schulze, Tönnies |
| 28 juillet 2021 14h15 | S. Tokuda 8 | (11–18) | El-Ahmar 8 | Gymnase olympique de Yoyogi, Tokyo Affluence : 0 Arbitrage : Schulze, Tönnies |
| 28 juillet 2021 14h15 | ×1 ×7       | Rapport | ×2         | Gymnase olympique de Yoyogi, Tokyo Affluence : 0 Arbitrage : Schulze, Tönnies |

| 30 juillet 2021 11h00 | Bahreïn            | 32 – 30 | Japon    | Gymnase olympique de Yoyogi, Tokyo Affluence : 0 Arbitrage : Raluy, Sabroso |
| 30 juillet 2021 11h00 | Al-Sayyad, Habib 7 | (17–16) | Motoki 7 | Gymnase olympique de Yoyogi, Tokyo Affluence : 0 Arbitrage : Raluy, Sabroso |
| 30 juillet 2021 11h00 | ×2 ×4              | Rapport | ×4       | Gymnase olympique de Yoyogi, Tokyo Affluence : 0 Arbitrage : Raluy, Sabroso |

| 30 juillet 2021 16h15 | Suède    | 22 – 27 | Égypte  | Gymnase olympique de Yoyogi, Tokyo Affluence : 0 Arbitrage : Charlotte et Julie Bonaventura |
| 30 juillet 2021 16h15 | Pellas 7 | (9-13)  | Sanad 6 | Gymnase olympique de Yoyogi, Tokyo Affluence : 0 Arbitrage : Charlotte et Julie Bonaventura |
| 30 juillet 2021 16h15 | ×2       | Rapport | ×2      | Gymnase olympique de Yoyogi, Tokyo Affluence : 0 Arbitrage : Charlotte et Julie Bonaventura |

| 30 juillet 2021 19h30 | Portugal     | 28 – 34 | Danemark    | Gymnase olympique de Yoyogi, Tokyo Affluence : 0 Arbitrage : Nachevski, Nikolov |
| 30 juillet 2021 19h30 | Branquinho 4 | (19–20) | M. Hansen 9 | Gymnase olympique de Yoyogi, Tokyo Affluence : 0 Arbitrage : Nachevski, Nikolov |
| 30 juillet 2021 19h30 | ×1 ×4        | Rapport | ×3          | Gymnase olympique de Yoyogi, Tokyo Affluence : 0 Arbitrage : Nachevski, Nikolov |

| 1er août 2021 9h00 | Portugal    | 30 – 31 | Japon       | Gymnase olympique de Yoyogi, Tokyo Affluence : 0 Arbitrage : Brunner, Salah |
| 1er août 2021 9h00 | 4 joueurs 4 | (14-16) | R. Tokuda 6 | Gymnase olympique de Yoyogi, Tokyo Affluence : 0 Arbitrage : Brunner, Salah |
| 1er août 2021 9h00 | ×2 ×4       | Rapport | ×2          | Gymnase olympique de Yoyogi, Tokyo Affluence : 0 Arbitrage : Brunner, Salah |

| 1er août 2021 11h00 | Égypte     | 30 – 20 | Bahreïn | Gymnase olympique de Yoyogi, Tokyo Affluence : 0 Arbitrage : Raluy, Sabroso |
| 1er août 2021 11h00 | El-Ahmar 5 | (15-7)  | Habib 4 | Gymnase olympique de Yoyogi, Tokyo Affluence : 0 Arbitrage : Raluy, Sabroso |
| 1er août 2021 11h00 | ×2         | Rapport | ×1      | Gymnase olympique de Yoyogi, Tokyo Affluence : 0 Arbitrage : Raluy, Sabroso |

| 1er août 2021 21h30 | Danemark            | 30 – 33 | Suède                  | Gymnase olympique de Yoyogi, Tokyo Affluence : 0 Arbitrage : Schulze, Tönnies |
| 1er août 2021 21h30 | Gidsel, J. Hansen 5 | (13-17) | Carlsbogård, Sandell 6 | Gymnase olympique de Yoyogi, Tokyo Affluence : 0 Arbitrage : Schulze, Tönnies |
| 1er août 2021 21h30 | ×3 ×2               | Rapport | ×2 ×6                  | Gymnase olympique de Yoyogi, Tokyo Affluence : 0 Arbitrage : Schulze, Tönnies |

### Phase finale
|  | Quarts de finale   | Quarts de finale   |                    |                    | Demi-finales           | Demi-finales           |    |  | Finale             | Finale             |
|  | Quarts de finale   | Quarts de finale   |                    |                    | Demi-finales           | Demi-finales           |    |  | Finale             | Finale             |
|  |                    |                    |                    |                    |                        |                        |    |  |                    |                    |
|  | 3 août 2021, 9h30  | 3 août 2021, 9h30  |                    |                    | 5 août 2021, 17h00     | 5 août 2021, 17h00     |    |  | 7 août 2021, 17h00 | 7 août 2021, 17h00 |
|  | 3 août 2021, 9h30  | 3 août 2021, 9h30  |                    |                    | 5 août 2021, 17h00     | 5 août 2021, 17h00     |    |  | 7 août 2021, 17h00 | 7 août 2021, 17h00 |
|  | [A1] France        | 42                 |                    |                    | 5 août 2021, 17h00     | 5 août 2021, 17h00     |    |  | 7 août 2021, 17h00 | 7 août 2021, 17h00 |
|  | [A1] France        | 42                 |                    |                    | 5 août 2021, 17h00     | 5 août 2021, 17h00     |    |  | 7 août 2021, 17h00 | 7 août 2021, 17h00 |
|  | [B4] Bahreïn       | 28                 |                    |                    | 5 août 2021, 17h00     | 5 août 2021, 17h00     |    |  | 7 août 2021, 17h00 | 7 août 2021, 17h00 |
|  | [B4] Bahreïn       | 28                 | France             | 27                 |                        |                        |    |  | 7 août 2021, 17h00 | 7 août 2021, 17h00 |
|  | 3 août 2021, 20h45 |                    | France             | 27                 |                        |                        |    |  | 7 août 2021, 17h00 | 7 août 2021, 17h00 |
|  |                    | Égypte             | 23                 |                    |                        |                        |    |  | 7 août 2021, 17h00 | 7 août 2021, 17h00 |
|  | [A3] Allemagne     | Égypte             | 23                 | 26                 |                        |                        |    |  | 7 août 2021, 17h00 | 7 août 2021, 17h00 |
|  | [A3] Allemagne     |                    |                    | 26                 |                        |                        |    |  | 7 août 2021, 17h00 | 7 août 2021, 17h00 |
|  | [B2] Égypte        | 31                 |                    |                    |                        |                        |    |  | 7 août 2021, 17h00 | 7 août 2021, 17h00 |
|  | [B2] Égypte        | 31                 | France             | 25                 |                        |                        |    |  |                    |                    |
|  | 3 août 2021, 13h15 |                    | France             | 25                 |                        |                        |    |  |                    |                    |
|  |                    | Danemark           | 23                 |                    |                        |                        |    |  |                    |                    |
|  | [A2] Espagne       | Danemark           | 23                 | 34                 |                        |                        |    |  |                    |                    |
|  | [A2] Espagne       | 5 août 2021, 21h00 |                    | 34                 |                        |                        |    |  |                    |                    |
|  | [B3] Suède         | 33                 |                    |                    |                        |                        |    |  |                    |                    |
|  | [B3] Suède         | 33                 | Espagne            | 23                 |                        |                        |    |  |                    |                    |
|  | 3 août 2021, 17h00 | 3 août 2021, 17h00 | Espagne            | 23                 | Match pour la 3e place | Match pour la 3e place |    |  |                    |                    |
|  | 3 août 2021, 17h00 | 3 août 2021, 17h00 |                    | Danemark           | Match pour la 3e place | Match pour la 3e place | 27 |  |                    |                    |
|  | [A4] Norvège       | 25                 | 7 août 2021, 21h00 | 7 août 2021, 21h00 |                        |                        | 27 |  |                    |                    |
|  | [A4] Norvège       | 25                 | 7 août 2021, 21h00 | 7 août 2021, 21h00 |                        |                        |    |  |                    |                    |
|  | [B1] Danemark      | 31                 |                    | Égypte             | 31                     |                        |    |  |                    |                    |
|  | [B1] Danemark      | 31                 |                    | Égypte             | 31                     |                        |    |  |                    |                    |
|  |                    |                    |                    |                    |                        |                        |    |  | Espagne            | 33                 |
|  |                    |                    |                    |                    |                        |                        |    |  | Espagne            | 33                 |

#### Quarts de finale
| 3 août 2021 9h30 | France        | 42 – 28 | Bahreïn           | Gymnase olympique de Yoyogi, Tokyo Affluence : 0 Arbitrage : Lah, Sok |
| 3 août 2021 9h30 | Kentin Mahé 9 | (21-14) | Husain Al-Sayad 5 | Gymnase olympique de Yoyogi, Tokyo Affluence : 0 Arbitrage : Lah, Sok |
| 3 août 2021 9h30 | ×3            | Rapport | ×2 ×5             | Gymnase olympique de Yoyogi, Tokyo Affluence : 0 Arbitrage : Lah, Sok |

| 3 août 2021 13h15 | Suède           | 33 – 34 | Espagne       | Gymnase olympique de Yoyogi, Tokyo Affluence : 0 Arbitrage : Schulze, Tonnies |
| 3 août 2021 13h15 | Hampus Wanne 10 | (20-18) | Aleix Gómez 8 | Gymnase olympique de Yoyogi, Tokyo Affluence : 0 Arbitrage : Schulze, Tonnies |
| 3 août 2021 13h15 | ×1 ×4           | Rapport | ×2 ×3         | Gymnase olympique de Yoyogi, Tokyo Affluence : 0 Arbitrage : Schulze, Tonnies |

| 3 août 2021 17h00 | Danemark          | 31 – 25 | Norvège          | Gymnase olympique de Yoyogi, Tokyo Affluence : 0 Arbitrage : Charlotte et Julie Bonaventura |
| 3 août 2021 17h00 | M. Hansen, Holm 8 | (13-12) | Sander Sagosen 8 | Gymnase olympique de Yoyogi, Tokyo Affluence : 0 Arbitrage : Charlotte et Julie Bonaventura |
| 3 août 2021 17h00 | ×1 ×4             | Rapport | ×1 ×3 ×1         | Gymnase olympique de Yoyogi, Tokyo Affluence : 0 Arbitrage : Charlotte et Julie Bonaventura |

| 3 août 2021 20h45 | Allemagne     | 26 – 31 | Égypte      | Gymnase olympique de Yoyogi, Tokyo Affluence : 0 Arbitrage : Nikolov, Nachevski |
| 3 août 2021 20h45 | Golla, Kühn 6 | (12-16) | Omar Zein 6 | Gymnase olympique de Yoyogi, Tokyo Affluence : 0 Arbitrage : Nikolov, Nachevski |
| 3 août 2021 20h45 | ×1 ×3         | Rapport | ×1          | Gymnase olympique de Yoyogi, Tokyo Affluence : 0 Arbitrage : Nikolov, Nachevski |

#### Demi-finales
| 5 août 2021 17h00 (UTC+09:00) | France        | 27 – 23 | Égypte           | Gymnase olympique de Yoyogi, Tokyo Affluence : 0 Arbitrage : Raluy, Sabroso |
| 5 août 2021 17h00 (UTC+09:00) | Mem, Descat 5 | (13-13) | Omar, El-Ahmar 5 | Gymnase olympique de Yoyogi, Tokyo Affluence : 0 Arbitrage : Raluy, Sabroso |
| 5 août 2021 17h00 (UTC+09:00) | ×3            | Rapport | ×1               | Gymnase olympique de Yoyogi, Tokyo Affluence : 0 Arbitrage : Raluy, Sabroso |

| 5 août 2021 21h00 (UTC+09:00) | Espagne                | 23 – 27 | Danemark         | Gymnase olympique de Yoyogi, Tokyo Affluence : 0 Arbitrage : Brunner, Salah |
| 5 août 2021 21h00 (UTC+09:00) | Dujshebaev, Figueras 5 | (10-14) | Mikkel Hansen 12 | Gymnase olympique de Yoyogi, Tokyo Affluence : 0 Arbitrage : Brunner, Salah |
| 5 août 2021 21h00 (UTC+09:00) | ×1 ×4                  | Rapport | ×2               | Gymnase olympique de Yoyogi, Tokyo Affluence : 0 Arbitrage : Brunner, Salah |

#### Match pour la médaille de bronze
| 7 août 2021 17h00 (UTC+09:00) | Égypte              | 31 – 33 | Espagne       | Gymnase olympique de Yoyogi, Tokyo Affluence : 0 Arbitrage : Schulze, Tonnies |
| 7 août 2021 17h00 (UTC+09:00) | El-Ahmar, Mamdouh 7 | (16-19) | Aleix Gómez 8 | Gymnase olympique de Yoyogi, Tokyo Affluence : 0 Arbitrage : Schulze, Tonnies |
| 7 août 2021 17h00 (UTC+09:00) | ×2                  | Rapport | ×2 ×4 ×1      | Gymnase olympique de Yoyogi, Tokyo Affluence : 0 Arbitrage : Schulze, Tonnies |

#### Finale
| 7 août 2021 21h00 (UTC+09:00) | France         | 25 – 23 | Danemark        | Gymnase olympique de Yoyogi, Tokyo Affluence : 0 Arbitrage : Nikolov, Nachevski |
| 7 août 2021 21h00 (UTC+09:00) | Nedim Remili 5 | (14-10) | Mikkel Hansen 9 | Gymnase olympique de Yoyogi, Tokyo Affluence : 0 Arbitrage : Nikolov, Nachevski |
| 7 août 2021 21h00 (UTC+09:00) | ×4             | Rapport | ×1              | Gymnase olympique de Yoyogi, Tokyo Affluence : 0 Arbitrage : Nikolov, Nachevski |

## Classement final
Le classement final est :
| Rang                                | Équipe    | J | V | N | D | Bp  | Bc  | Diff | Commentaire                   |  |
| ----------------------------------- | --------- | - | - | - | - | --- | --- | ---- | ----------------------------- |  |
| Médaille d'or, Jeux olympiques      | France    | 8 | 7 | 0 | 1 | 256 | 222 | +34  | Vainqueur de la finale        |  |
| Médaille d'argent, Jeux olympiques  | Danemark  | 8 | 6 | 0 | 2 | 255 | 212 | +43  | Perdant de la finale          |  |
| Médaille de bronze, Jeux olympiques | Espagne   | 8 | 6 | 0 | 2 | 245 | 233 | +12  | Vainqueur de la petite finale |  |
| 4                                   | Égypte    | 8 | 5 | 0 | 3 | 239 | 220 | +19  | Perdant de la petite finale   |  |
|                                     |           |   |   |   |   |     |     |      |                               |  |
| 5                                   | Suède     | 6 | 4 | 0 | 2 | 177 | 176 | +1   | Éliminé en quart de finale    |  |
| 6                                   | Allemagne | 6 | 3 | 0 | 3 | 172 | 162 | +10  | Éliminé en quart de finale    |  |
| 7                                   | Norvège   | 6 | 3 | 0 | 3 | 161 | 163 | -2   | Éliminé en quart de finale    |  |
| 8                                   | Bahreïn   | 6 | 1 | 0 | 5 | 157 | 191 | -34  | Éliminé en quart de finale    |  |
|                                     |           |   |   |   |   |     |     |      |                               |  |
| 9                                   | Portugal  | 5 | 1 | 0 | 4 | 143 | 156 | -13  | 5e de groupe                  |  |
| 10                                  | Brésil    | 5 | 1 | 0 | 4 | 128 | 145 | -17  | 5e de groupe                  |  |
|                                     |           |   |   |   |   |     |     |      |                               |  |
| 11                                  | Japon PO  | 5 | 1 | 0 | 4 | 146 | 170 | -24  | 6e de groupe                  |  |
| 12                                  | Argentine | 5 | 0 | 0 | 5 | 125 | 154 | -29  | 6e de groupe                  |  |

## Statistiques et récompenses

### Équipe-type
| Gérard Descat Fabregas Gómez Hansen Remili Omar Meilleur joueur : Gidsel Meilleur buteur : Hansen , 61 buts Meilleur gardien : Bitter , 33,3 %             |
| Équipe-type des Jeux olympiques 2020 |
| · Gérard · Descat · Fabregas · Gómez · Hansen · Remili · Omar Meilleur joueur : Gidsel Meilleur buteur : Hansen, 61 buts Meilleur gardien : Bitter, 33,3 % |

L'équipe du tournoi, appelée aussi « all star team », désigne les meilleurs joueurs du tournoi à leur poste respectif. Lors des Jeux olympiques de 2020, les joueurs la composant sont :
- Meilleur joueur (MVP) : Mathias Gidsel ( Danemark)
- Meilleur gardien de but : Vincent Gérard ( France)
- Meilleur ailier gauche : Hugo Descat ( France)
- Meilleur arrière gauche : Mikkel Hansen ( Danemark)
- Meilleur demi-centre : Nedim Remili ( France)
- Meilleur pivot : Ludovic Fabregas ( France)
- Meilleur arrière droit : Yahia Omar ( Égypte)
- Meilleur ailier droit : Aleix Gómez ( Espagne)

### Statistiques collectives
- Meilleure attaque :  France (32,0 buts par match)
- Moins bonne attaque :  Argentine (25,0 buts par match)
- Meilleure défense :  Danemark (26,5 buts par match)
- Moins bonne défense :  Japon (34,0 buts par match)

### Meilleurs buteurs
Les meilleurs buteurs sont  :
| Rang | Joueur         | Équipe   | Buts | Tirs | %      | 7m      | MJ | Moy. |
| ---- | -------------- | -------- | ---- | ---- | ------ | ------- | -- | ---- |
| 1    | Mikkel Hansen  | Danemark | 61   | 100  | 61,0 % | 31 / 36 | 8  | 7,6  |
| 2    | Mathias Gidsel | Danemark | 46   | 57   | 80,7 % | -       | 8  | 5,8  |
| 3    | Aleix Gómez    | Espagne  | 44   | 47   | 93,6 % | 19 / 21 | 8  | 5,5  |
| 4    | Sander Sagosen | Norvège  | 43   | 82   | 52,4 % | 12 / 19 | 6  | 7,2  |
| 5    | Hampus Wanne   | Suède    | 41   | 57   | 71,9 % | 10 / 12 | 6  | 6,8  |
| 6    | Yahia Omar     | Égypte   | 38   | 63   | 60,3 % | 3 / 3   | 8  | 4,8  |
| 7    | Adrià Figueras | Espagne  | 37   | 47   | 78,7 % | -       | 8  | 4,6  |
| 8    | Ahmed El-Ahmar | Égypte   | 36   | 49   | 73,5 % | 17 / 19 | 8  | 4,5  |
| 9    | Hugo Descat    | France   | 32   | 37   | 86,5 % | 15 / 16 | 7  | 4,6  |
| 9    | Nedim Remili   | France   | 32   | 52   | 61,5 % | -       | 8  | 4,0  |

 Membre de l'équipe-type.

### Meilleurs gardiens de but
Les meilleurs gardiens de but sont  :
| Rang | Joueur                 | Équipe    | %      | Arrêts | Tirs | MJ | Moy. |
| ---- | ---------------------- | --------- | ------ | ------ | ---- | -- | ---- |
| 1    | Johannes Bitter        | Allemagne | 33,3 % | 32     | 96   | 6  | 5,3  |
| 2    | Niklas Landin Jacobsen | Danemark  | 32,3 % | 64     | 198  | 8  | 8,0  |
| 3    | Karim Hendawy          | Égypte    | 31,7 % | 57     | 180  | 8  | 7,1  |
| 4    | Vincent Gérard         | France    | 31,4 % | 74     | 236  | 8  | 9,3  |
| 5    | Mikael Aggefors        | Suède     | 31,3 % | 25     | 80   | 6  | 4,2  |
| 6    | Torbjørn Bergerud      | Norvège   | 31,1 % | 51     | 164  | 6  | 8,5  |
| 7    | Leonardo Terçariol     | Brésil    | 30,5 % | 39     | 128  | 5  | 7,8  |
| 8    | Mohamed El-Tayar       | Égypte    | 30,4 % | 41     | 135  | 8  | 5,1  |
| 9    | Gustavo Capdeville     | Portugal  | 29,4 % | 25     | 85   | 5  | 5,0  |
| 10   | Kevin Møller           | Danemark  | 29,2 % | 28     | 96   | 8  | 3,5  |

 Membre de l'équipe-type.

## Couverture médiatique et affluence

### Couverture médiatique
La charte olympique stipule que « Le CIO prend toutes les mesures nécessaires afin d'assurer aux Jeux olympiques la couverture la plus complète par les différents moyens de communication et d'information ainsi que l'audience la plus large possible dans le monde ». De plus la retransmission des Jeux olympiques est le moteur principal du financement du Mouvement olympique et des Jeux olympiques, de la croissance de sa popularité mondiale, ainsi que de la représentation mondiale et de la promotion des Jeux olympiques et des valeurs olympiques.

### Affluence
Compte tenu des mesures sanitaires prises au Japon, les matches du tournoi olympique des Jeux 2020 se déroulent sans spectateurs.